# Glud & Marstrand-LRØ Rådgivning/Saison 2010
Dieser Artikel listet Erfolge und Mannschaft des Radsportteams Glud & Marstrand-LRØ Rådgivning in der Saison 2010 auf.

## Saison 2010

### Erfolge in der Continental Tour
| Datum       | Rennen                                       | Kat. | Fahrer           |
| ----------- | -------------------------------------------- | ---- | ---------------- |
| 25. April   | East Midlands International Cicle Classic    | 1.2  | Michael Berling  |
| 14. Mai     | 2. Etappe Flèche du Sud                      | 2.2  | Mads Christensen |
| 12.–16. Mai | Gesamtwertung Flèche du Sud                  | 2.2  | Lasse Bøchman    |
| 30. Mai     | Dänische Meisterschaft – Straßenrennen (U23) | NC   | Ricky Jørgensen  |
| 20. August  | 1. Etappe Festningsrittet                    | 2.2  | Troels Vinther   |
| 22. August  | 3. Etappe Festningsrittet                    | 2.2  | Troels Vinther   |

### Abgänge-Zugänge
| Zugänge             | Team 2009           | Abgänge                  | Team 2010                            |
| ------------------- | ------------------- | ------------------------ | ------------------------------------ |
| Lasse Bøchman       | Team Saxo Bank      | Nicolai Steensen         | Team Concordia Forsikring-Himmerland |
| Niki Østergaard     | Team Capinordic     | Michael Færk Christensen | Team Designa Køkken-Blue Water       |
| Troels Vinther      | Team Capinordic     | Max Jenkins              | Unitedhealthcare-Maxxis              |
| Mads Christensen    | Team Designa Køkken | Frederik Just            | Stenca Trading                       |
| Michael Tronborg    | Team Designa Køkken | Luthando Kaka            | Team Medscheme                       |
| Christian Jørgensen | Team Energi Fyn     |                          |                                      |

### Mannschaft
| Name                   | Geburtstag        | Nationalität |
| ---------------------- | ----------------- | ------------ |
| Michael Berling        | 24. April 1982    | Dänemark     |
| Lasse Bøchman          | 13. Juni 1983     | Dänemark     |
| Mads Christensen       | 6. April 1984     | Dänemark     |
| Mathias Frosthom       | 26. August 1990   | Dänemark     |
| Mathias Gade           | 5. Februar 1990   | Dänemark     |
| Christian Jørgensen    | 13. November 1987 | Dänemark     |
| Kasper Linde Jørgensen | 23. August 1984   | Dänemark     |
| Ricky Jørgensen        | 5. Juni 1989      | Dänemark     |
| Christopher Juul       | 6. Juli 1989      | Dänemark     |
| Jacob Nielsen          | 12. Januar 1978   | Dänemark     |
| Niki Østergaard        | 21. Januar 1988   | Dänemark     |
| Michael Tronborg       | 13. Juli 1983     | Dänemark     |
| Troels Vinther         | 24. Februar 1987  | Dänemark     |